# Me volví a acordar de ti
Me volví a acordar de ti es el décimo álbum de estudio de Los Bukis lanzado en 1986. El álbum entró en la lista Billboard Latin Pop Albums a principios de octubre de 1986 y alcanzó el puesto número n°6 el 31 de octubre después de pasar cuatro semanas en la lista. Lideró además la lista Regional Mexican Albums de ese año.

## Lista de canciones
Todas las canciones escritas y compuestas por Marco Antonio Solís.

| N.º | Título                      | Duración |  |
| 1.  | «Tu cárcel»                 | 3:40     |  |
| 2.  | «El pobre Juan»             | 3:08     |  |
| 3.  | «No me arrepiento»          | 5:10     |  |
| 4.  | «La mujer más especial»     | 3:15     |  |
| 5.  | «Navidad sin ti»            | 4:23     |  |
| 6.  | «Me volví a acordar de ti»  | 3:37     |  |
| 7.  | «¿Dónde estás?»             | 3:34     |  |
| 8.  | «Alguien se quedó llorando» | 3:50     |  |
| 9.  | «Este adiós»                | 3:25     |  |
| 10. | «El regreso del alambrado»  | 2:41     |  |